# Cesson-Sévigné
Cesson-Sévigné (en bretón Saozon-Sevigneg) es una localidad de Bretaña, del departamento de Ille y Vilaine, en el noroeste de Francia. Tenía una población de 15.261 habitantes según el censo de 2007.

## Geografía
Cesson-Sévigné tiene carácter de ciudad suburbana, y se sitúa inmediatamente al este de Rennes. Limita al oeste con la Université de Rennes 1 y la Tecnópolis Atalante. Es principalmente una zona residencial para familias de clase media y alta. El lado sur es una mezcla de áreas comerciales e industriales.
Ciudad en rápida y continua expansión, Cesson-Sévigné se ha convertido en la cuarta ciudad de Ille y Vilaine.
Su vitalidad se debe a su zona de actividad, que comprende una gran parte de la ya mencionada Tecnópolis Atalante, especializada en las telecomunicaciones. Es un atractivo centro de trabajo de la aglomeración de Rennes en pleno desarrollo.

## Demografía
| 2 173 | 2 119 | 2 215 | 2 350 | 2 283 | 2 206 | 2 400 | 2 480 | 2 526 | 2 632 | 2 561 | 2 418 | 2 441 | 2 431 | 2 464 | 2 306 | 2 218 | 2 176 | 2 017 | 2 050 | 1 834 | 1 842 | 1 902 | 2 117 | 2 791 | 2 934 | 3 467 | 3 658 | 6 424 | 10 451 | 12 708 | 14 344 | 15 261 |
| Para los censos de 1962 a 1999 la población legal corresponde a la población sin duplicidades (Fuente: INSEE [Consultar]) |       |       |       |       |       |       |       |       |       |       |       |       |       |       |       |       |       |       |       |       |       |       |       |       |       |       |       |       |        |        |        |        |

## Historia
En 1921, se cambió el nombre del municipio de Cesson a Cesson-Sévigné. Sévigné era un antiguo feudo situado sobre el Vilaine, río arriba de Cesson, hacia el este. Este feudo es la cuna de la famosa familia Sévigné, cuyo personaje más conocido es la Madame de Sévigné.

## Ciudades hermanadas
- Waltrop (Alemania)
- Carrick-on-Shannon (Irlanda)
- Dan-Kassari (Níger)

## Galería

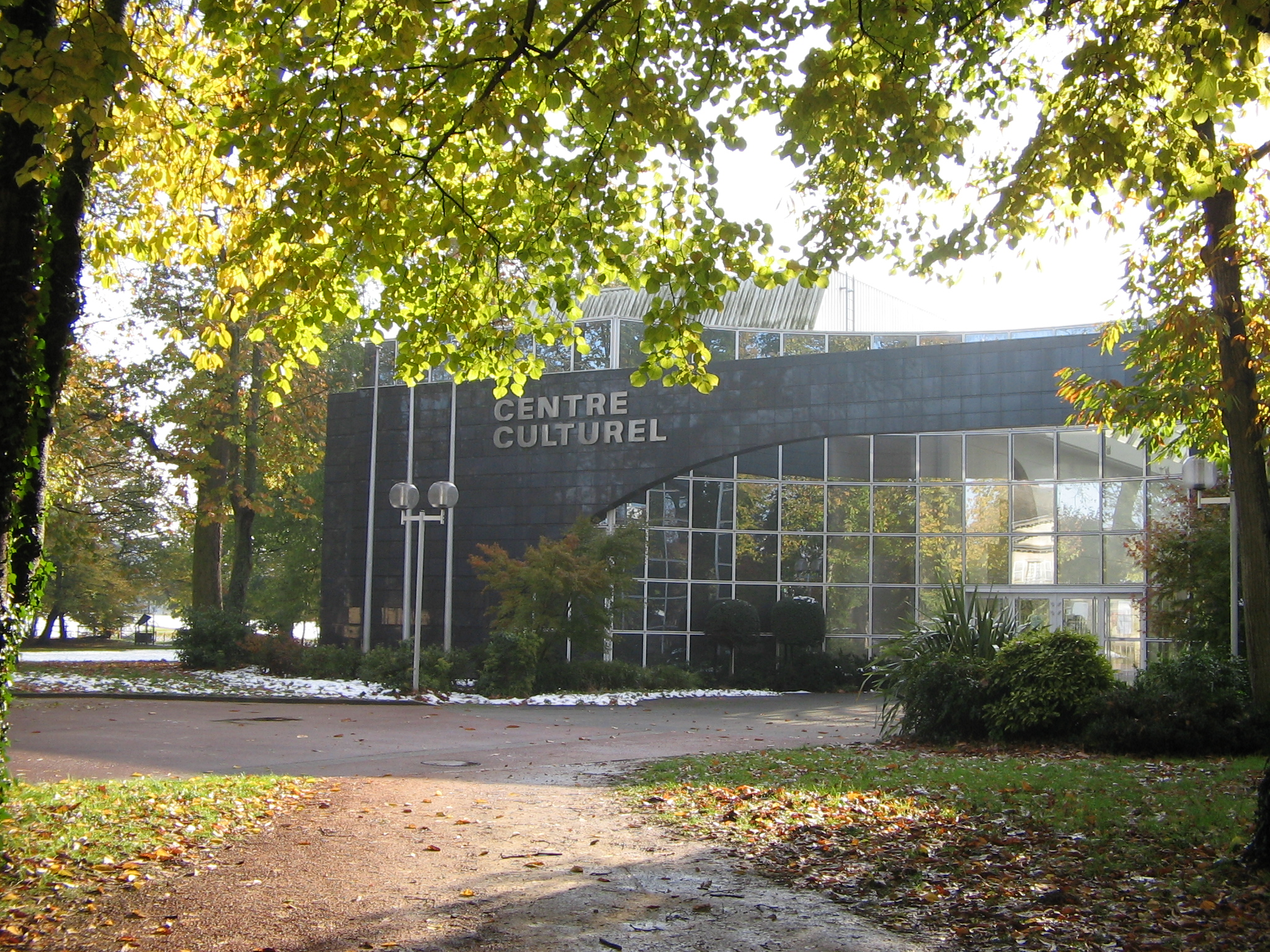
Centro cultural
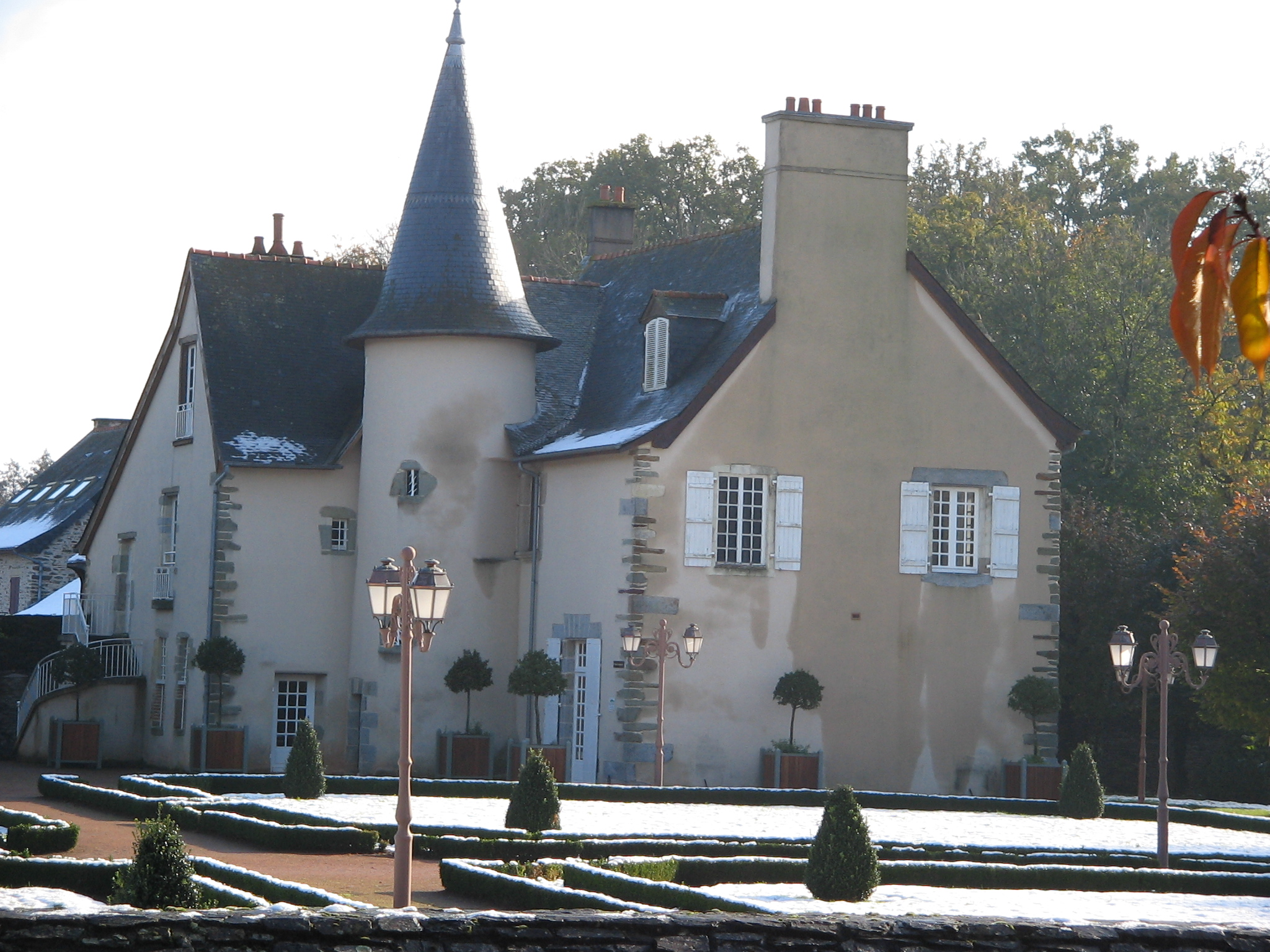
Manoir Bourgchevreuil
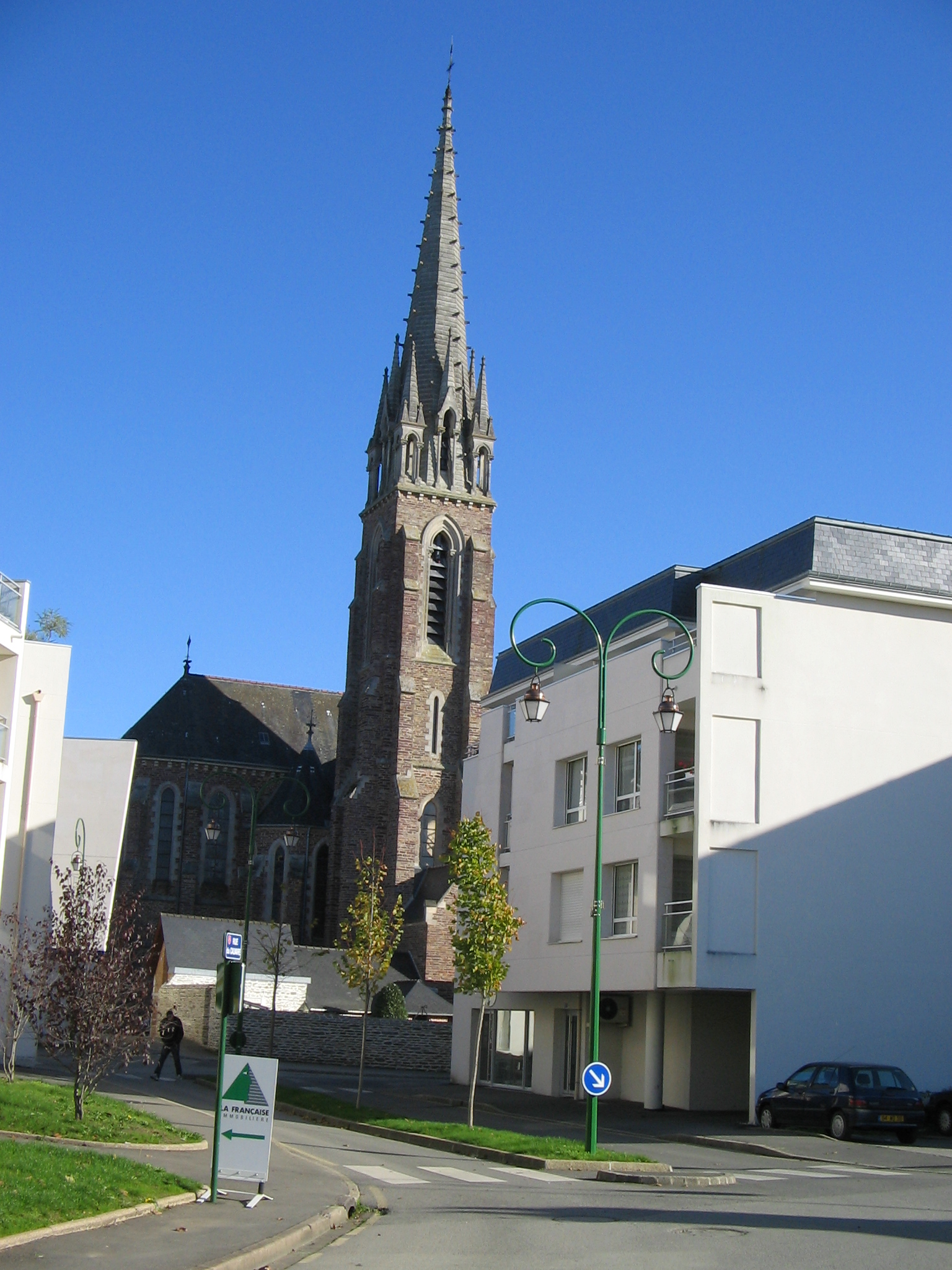
Iglesia